# Norman Kaye
Norman James Kaye (* 17. Januar 1927 in Melbourne; † 28. Mai 2007 in Sydney) war ein australischer Schauspieler.

## Leben
Norman Kaye wurde in Melbourne geboren und besuchte die Geelong Grammar School. Seine außergewöhnliche musikalische Begabung fiel Dr. A. E. Floyd auf, dem Organisten der Saint Paul’s Cathedral in Melbourne. Er erteilte Kaye kostenlosen Unterricht im Orgelspiel. Kaye reiste nach Frankreich, um mit Pierre Cochereau die Orgel von Notre Dame de Paris zu studieren. Am Konservatorium von Nizza gewann er einen ersten Preis in Dirigieren.
Von 1958 bis 1977 war Kaye als Chorleiter und Musiklehrer an der Caulfield Grammar School tätig. Die Sicherheit seines Lehrergehalts ermöglichte es ihm, sich der Schauspielerei hinzuwenden.
Als Schauspieler wurde Kaye anfänglich in Nebenrollen besetzt, wie 1976 in Illuminations und 1979 Kostas von Regisseur Paul Cox. Cox besetzte 1982 Kaye als Hauptdarsteller in Lonely Hearts und 1983 in Man of Flowers. Kaye spielte zeit seines Lebens in einer Vielzahl von Filmen und Fernsehproduktionen. Bekannt ist er jedoch für seine Zusammenarbeit mit Regisseur Paul Cox, der ihn in 16 seiner 21 Filme besetzte. 2005 war Norman Kaye Gegenstand von Cox’ biografischen Film The Remarkable Mr Kaye, der als Hommage für ihre langjährige Freundschaft und Zusammenarbeit gedacht war. Kaye war auch als Komponist von Filmmusik tätig.
1997 wurde bei Kaye die Alzheimer-Krankheit diagnostiziert. Seine Unfähigkeit, sich den Text im 2000 entstandenen Film Innocence zu merken, führte zum Ende der Zusammenarbeit mit Cox. Als Norman Kaye im Jahr 2007 verstarb, stand ihm die Opernleiterin Elke Neidhardt zur Seite, mit der er in einer 35 Jahre dauernden Beziehung stand.

## Filmografie (Auswahl)

### Filme
- 1976: Illuminations
- 1977: Inside Coming Out
- 1978: Cactus
- 1981: Mord in Sydney (The Killing of Angel Street)
- 1982: Ein explosiver Sommer (A Dangerous Summer)
- 1983: Einsame Herzen (Lonely Hearts)
- 1983: Der Mann, der die Blumen liebte (Man of Flowers)
- 1984: Wo die grünen Ameisen träumen (Where the Green Ants Dream)
- 1985: Verwandt (Relatives)
- 1989: Insel der Frauen (Islands)
- 1993: Die schönste Sache der Welt: Berührungen (Touch Me)
- 1993: Doppeltes Spiel (The Custodian)
- 1996: Paradies in Flammen (Heaven's Burning)
- 2000: Innocence – Erste Liebe, zweite Chance (Innocence)
- 2001: Moulin Rouge
- 2004: Human Touch

### Fernsehserien
- 1968–1969: Hunter
- 1969: S.O.S. – Charterboot
- 1969–1974: Division 4
- 1980: The last Outlaw
- 1985: Flight into Hell
- 1989: Bangkok Hilton
- 1987–1990: Die fliegenden Ärzte (The Flying Doctors)
- 1995: Bordertown
- 1998: Wildside

## Auszeichnungen und Nominierungen
- 1983: Auszeichnung mit dem AFI Award als Bester Darsteller in einer Hauptrolle für Man of Flowers
- 1982: Nominierung für den AFI Award als Bester Darsteller in einer Hauptrolle für Lonely Hearts